# 陳炘怡
陳炘怡，電視、電影編劇。國立台北藝術大學戲劇系（主修劇本創作）。曾以《命中注定我愛你》入圍九十七年電視金鐘獎戲劇節目編劇獎編劇。統籌編劇作品有《進擊吧，閃電》、《上流俗女》、《勝女的代價》、《福氣又安康》、《無敵珊寶妹》。編劇作品有《美麗的秘密》、《一見不鍾情》、《命中注定我愛你》、《鬥牛要不要》、《放羊的星星》。電影編劇作品有《新天生一對》。八點檔編劇作品有《艋舺燿輝》。